# Wahlenbergbreen
Wahlenbergbreen è un ghiacciaio situato nel Oscar II Land, in Spitsbergen
È situato sul versante sud-occidentale di Jämtlandryggen, e si affaccia nella baia Yoldiabukta di Nordfjorden. 
Il ghiacciaio prende il nome da Göran Wahlenberg.